# Trinitat Aldrich i de Pagès
Trinitat Aldrich i de Pagès (Vulpellac, 4 de novembre de 1863 - la Bisbal d'Empordà, 13 de gener de 1939) fou una poeta catalana.
Nascuda a la casa pairal de Vulpellac, va viure a can Masbernat de la Bisbal, on avui hi ha l'Ajuntament. Va estudiar en un col·legi de monges de Girona, si bé pocs anys, com s'acostumava a fer amb les noies de la petita noblesa rural de l'època. Òrfena de pares, va passar juntament amb els seus quatre germans (un d'ells el futur diputat Joaquim Aldrich i Pagès) uns hiverns a Barcelona a casa dels seus oncles Joaquim Pedrals i Concepció Buscató, que els van fer de tutors. Profundament religiosa i de tarannà romàntic, comença escrivint en castellà, però va decantant-se pel català a mesura que la Renaixença arrelava entre les classes benestants de la Bisbal.
Va ser escollida reina de la festa del Primer Certamen literari de la Bisbal, l'any 1885. Influïda per Jacint Verdaguer, que va allotjar-se uns dies a casa seva l'any 1901, va presidir els Jocs Florals de Girona de l'any 1910 i en va fer el discurs inaugural. Va formar part del jurat dels Jocs Florals de l'Empordà celebrats a la Bisbal l'any 1918. Va col·laborar en la Revista Popular de Sardà i Salvany durant la seva estada a Barcelona i, molt especialment, en El Bisbalenc entre 1927 i 1932. Les tertúlies de can Masbernat, en les quals van assistir Caterina Albert, Joaquim Ruyra, Josep Pella i Forgas, Artur Mastiera, el canonge Collell, Costa i Llobera, Maria Antònia Salvà i, entre molts altres, els bisbalencs Artur Vinardell o Ramon Masifern, van ser també decisives en la seva evolució literària. Josep Pla, que també anava a can Masbernat per raons de parentiu familiar, escriu que la literatura va ser per a Trinitat Aldrich un al·licient per a crear una societat, per a tenir amics i per rompre l'isolament. Josep Pla li va dedicar un retrat de passaport.